# Condado de Busia
Busia es un condado en la antigua provincia Occidental de Kenia. Limita con el condado de Kakamega en el este, el condado de Bungoma en el norte, el lago Victoria y el condado de Siaya al sur y el distrito de Busia de Uganda al oeste.

## Economía
La actividad económica principal es el comercio con la vecina Uganda, con la ciudad de Busia - la sede de condado y ciudad más grande - siendo un centro transfronterizo. Fuera de la ciudad, la economía del condado es muy dependiente de la pesca y la agricultura, siendo la yuca, el mijo, los boniatos, las judías, y el maíz los principales cultivos comerciales.

## Personas
Aunque la mayoría de residentes del condado de Busia son étnicamente luhya, hay también una población importante de residentes luo e iteso.
El condado tiene una población total de 743 946 (censo de 2009).

## Administración
| Subcondados      |            |              |
| Subcondado       | Población* | Pob. urbana* |
| Busia            | 44 766     | 30 777       |
| Funyula          | 18 043     | 1 242        |
| Nambale          | 26 168     | 1005         |
| Butula           |            |              |
| Teso North       |            |              |
| Teso South       |            |              |
| Condado de Busia | 263 159    | 5516         |
| Total            | 370 608    | 44 457       |

## Distritos electorales
El condado de Busia tiene siete distritos electorales: 
- Distrito electoral de Nambale
- Distrito electoral de Butula
- Distrito electoral de Funyula
- Distrito electoral de Budalangi
- Distrito electoral de Matayos
- Distrito electoral de Teso North
- Distrito electoral de Teso South